# Himilco (generaal)
Himilco (overleden in 396 v.Chr.) was een Carthaags generaal uit de dynastie der Magoniden. Hij is voornamelijk bekend van zijn strijd tegen Dionysios I van Syracuse.
Himilco probeerde in 406 v.Chr. Sicilië te veroveren, maar na de uitbraak van een epidemie onder zijn troepen was hij een jaar later gedwongen een vredesregeling met Dionysios I van Syracuse te sluiten. In 398 v.Chr. deed hij een nieuwe poging, maar opnieuw gooide een epidemie roet in het eten. Zijn leger werd gedecimeerd door de troepen van Dionysios, maar hij wist met zijn Carthaagse soldaten terug naar huis te keren nadat hij Dionysios had omgekocht.